# هوایانای
هوایانای (به اسپانیایی: Huayanay) یک کوه در پرو است که در منطقه کوسکو واقع شده‌است. هوایانای ۵٬۴۶۴ متر بالاتر از سطح دریا واقع شده‌است.